# Baron Chaworth
Baron Chaworth ist ein erblicher britischer Adelstitel, der je einmal in der Peerage of England, der Peerage of Ireland und der Peerage of the United Kingdom verliehen wurde.

## Verleihungen
Erstmals wurde der Titel in der Peerage of England für Thomas de Chaworth aus der anglonormannischen Familie Chaworth geschaffen, indem dieser am 6. Februar 1299 durch Writ of Summons ins Parlament berufen wurde. Aus unbekannten Gründen wurde er zum Parlament in Lincoln im September 1300 und zu folgenden Parlamenten nicht mehr einberufen und ebenso wenig seine Nachkommenlinie. Nach heutigem Rechtsverständnis bestehende de iure-Anspruch auf den Titel fiel in achter Generation beim Tod seiner Nachfahrin Joan Chaworth 1507 in Abeyance zwischen deren drei Töchtern.
Am 4. März 1628 wurde in der Peerage of Ireland der Titel Baron Chaworth, of Tryme in the County of Meath dem englischen Politiker George Chaworth verliehen, zusammen mit dem übergeordneten Titel Viscount Chaworth, of Armagh in the County of Armagh. Er war ein Onkel der vorgenannten Joan Chaworth. Beide Titel erloschen beim Tod seines Enkels, des 3. Viscount, im Juni 1693.
Am 10. September 1831 wurde in der Peerage of the United Kingdom der Titel Baron Chaworth, of Eaton Hall in the County of Hereford, an John Brabazon, 10. Earl of Meath verliehen. Dieser war ein Nachkomme der Tochter des 3. Viscounts Chaworth und hatte bereits 1797 die zur Peerage of Ireland gehörenden Titel Earl of Meath und Baron Brabazon geerbt. Die Baronie Chaworth ist seither eine nachgeordneter Titel des jeweiligen Earls of Meath.

## Liste der Barone Chaworth

### Barone Chaworth, erste Verleihung (1299)
- Thomas Chaworth, 1. Baron Chaworth (um 1225–1315)

### Barone Chaworth, zweite Verleihung (1628)
- George Chaworth, 1. Viscount Chaworth, 1. Baron Chaworth († 1639)
- John Chaworth, 2. Viscount Chaworth, 2. Baron Chaworth († 1644)
- Patrick Chaworth, 3. Viscount Chaworth, 3. Baron Chaworth (1635–1693)

### Barone Chaworth, dritte Verleihung (1831)
- John Brabazon, 10. Earl of Meath, 1. Baron Chaworth (1772–1851)
- William Brabazon, 11. Earl of Meath, 2. Baron Chaworth (1803–1887)
- Reginald Brabazon, 12. Earl of Meath, 3. Baron Chaworth (1841–1929)
- Reginald Brabazon, 13. Earl of Meath, 4. Baron Chaworth (1869–1949)
- Anthony Brabazon, 14. Earl of Meath, 5. Baron Chaworth (1910–1998)
- John Brabazon, 15. Earl of Meath, 6. Baron Chaworth (* 1941)

Titelerbe (Heir apparent) ist der Sohn des aktuellen Titelinhabers, Anthony Brabazon, Lord Ardee (* 1977).